# Ohne Paß in fremden Betten
Ohne Paß in fremden Betten ist eine deutsche Filmkomödie der DEFA von Vladimír Brebera aus dem Jahr 1965.

## Handlung
Václav Jelínek aus Prag befindet sich auf dem Heimweg. In Ost-Berlin muss er in seinen Anschlusszug umsteigen, der jedoch erst in einer Stunde abfahren wird. Er packt Koffer und Pass in den Zug und beschließt, die Aufenthaltszeit auf dem Rummel zu verbringen. Hier schießt er sich einen Stoffbären und fährt anschließend eine Runde Riesenrad. Als er am höchsten Punkt der Runde ist, stockt das Rad plötzlich. Ein Fehler in der Elektronik führt dazu, dass Jelínek lange in der Luft ausharren muss. Als er wieder festen Boden unter den Füßen hat, ist sein Zug nach Prag abgefahren. Er weiß nicht, dass seine Mitreisenden sein Gepäck an den Eisenbahner Müller übergeben haben, der im Bahnhof die Durchsagen macht. Müller wiederum hatte mit Jelínek einen wenig freundschaftlichen Zusammenstoß, als der Prager in seine Kabine kam und nach der Abfahrt des Zugs nach Prag fragte, während Müller ihn vergeblich vom Mikrofon wegzubekommen versuchte. Jelínek irrt nun im Bahnhof herum und hört, wie sich Müller mit seiner Ablösung über Jelínek unterhält. Es geht darum, den Mann wiederzuerkennen, dem Koffer und Pass gehören. Jelínek glaubt, er werde aufgrund des Zwischenfalls in der Sprecherkabine gesucht und flieht. Er begibt sich zu Riesenradbesitzer Wilhelm Kabuffke, der ihn zur tschechoslowakischen Botschaft nach Berlin schickt. Es ist jedoch Freitagabend und die Botschaft hat bereits geschlossen und wird erst am Montag wieder eröffnen. Trude Kabuffke macht ihrem Mann unterdessen Vorwürfe, dass er Jelínek fortgeschickt hat, schließlich sei er mit an seiner Lage Schuld. Als Jelínek wenig später zurück zum Rummel kommt, darf er im Rummelwagen von Kabuffkes Bekanntem übernachten.
Am nächsten Morgen erwacht Jelínek, weil der Rummelwagen fährt. Der Besitzer ist auf dem Weg zu einem anderen Rummelplatz und hat seinen schlafenden Gast vollkommen vergessen. Jelínek springt während der Fahrt ab und macht an einem See Halt. Hier badet er und trifft im Wasser auf Susanne. Beide unterhalten sich und werden von Susis Verlobtem Eddy vom Ufer auf beobachtet. Der Regisseur beim Fernsehen reagiert eifersüchtig. Susi nimmt Jelínek ein Stück auf ihrem Fahrrad mit, doch werden beide von der Polizei angehalten, da das Rad kein Tandem sei. Um Jelínek vor einer Passkontrolle zu retten, gibt Susi ihn als ihren Verlobten aus, der zum Bahnhof muss. Die Polizisten nehmen Jelínek zum Bahnhof mit. Statt zum Bahnhof geht Jelínek zurück zu den Kabuffkes und Wilhelm ist überrascht, ihn so schnell wiederzusehen. Jelínek jedoch erzählt vom Baden im See und der schönen Susi, die ihm ihre Strickjacke geliehen habe, und die Kabuffkes glauben, er habe alles nur geträumt. Wilhelm Kabuffke will ein Fußballspiel sehen, das angesagt wird. Bei der Ansagerin handelt es sich um Susi und Jelínek begibt sich zum Sendezentrum in Berlin-Adlershof, um ihr die Strickjacke zurückzugeben. Dabei überrascht er sie im Gespräch mit ihrem Verlobten Eddy, in dem sie ihm gerade klarmachte, dass sie Jelínek noch nie zuvor gesehen hat und auch nie wiedersehen wird. Als er nun vor ihr steht, geht Eddy aufgebracht. Susi wiederum kümmert sich um Jelínek, besorgt ihm aus der Kleiderkammer des DFF einen Anzug und lädt ihn abends zum Essen ein. Während er in ihrer Wohnung ist und sie Essen kauft, erscheint Eddy mit Versöhnungsblumen und ist erneut überrascht, in der Wohnung auf Jelínek zu treffen. Auch nach dem Essen bleibt Jelínek bei Susi und Eddy und alle drei gehen in eine Bar. Hier treffen sie auf die junge Yvonne, die Eddy in seinem nächsten Stück besetzen würde. Er selbst ist jedoch nicht überzeugt, dass Yvonne facettenreich ist, und auch Susi ist gegen eine Besetzung. Auf einmal sind Susi und Jelínek verschwunden und Eddy eilt zu Susis Wohnung und bezieht vor dem Haus Posten. Jelínek jedoch ist nicht mit in die Wohnung gegangen, sondern hat sich zum Rummelplatz begeben. Da dort bereits alle schlafen, geht er zum Bahnhof, wo er als der Mann ohne Pass erkannt wird. Erneut flieht er und verbringt die Nacht unfreiwillig in einem Kühlwaggon der Bahn. Am nächsten Morgen erscheint er frierend auf dem Rummel. Wilhelm Kabuffke erklärt ihm, dass er bereits die Polizei verständigt hat, weil Jelínek verschwunden war. Der wiederum findet in seiner Jackentasche noch die Schlüssel von Susis Wohnung und geht zu ihr. Er glaubt, sie schläft noch, und deckt den Frühstückstisch. Susi jedoch ist längst wach und hat sich vor die Tür zu Eddy begeben, der die Nacht über auf der Bank vor der Tür ausgeharrt hat. Sie überzeugt ihn davon, dass sie die Nacht über allein war, wird jedoch in der Wohnung von Jelínek erwartet. Eddy geht wütend und auch Susi ist wenig begeistert, dass Jelínek ein Talent für unpassende Gelegenheiten entwickelt hat.
Jelínek ist zerknirscht und will alles wiedergutmachen. Mit Wilhelm Kabuffke geht er zum DFF, um Eddy zu sprechen, doch ist er in seinem Wochenendhaus am See, in dem Jelínek am Vortag gebadet hatte. Beide Männer begeben sich zum Grundstück. Auch die Polizei fährt hin, suchen sie doch Jelínek. Susi ist auf dem Weg zum Haus und am Ende fahren auch Yvonne und Trude hin. Im Haus kommt es zur Versöhnung zwischen Eddy und Susi. Kurz darauf erscheinen Jelínek und Wilhelm Kabuffke und die Verwechslungen klären sich auf. Die Polizei wiederum hat Schwierigkeiten, das Chaos zu durchblicken, glauben sie doch vom damaligen Treffen mit Susi und Jelínek, dass letzterer Susis Verlobter sei und wahlweise Kabuffke oder Eddy der Prager Jelínek. Dass Yvonne ihre Wandlungsfähigkeit gerade jetzt unter Beweis stellen will und spontan eine Szene eines Stückes spielt, in der sie jedem der Anwesenden andere Namen gibt, ist wenig hilfreich. Am Ende jedoch klärt sich alles auf und die Anwesenden begeben sich zum Bahnhof. Jelínek erhält sein Gepäck und seinen Ausweis und begibt sich zum Zug nach Prag. Der fährt erst in einer halben Stunde und Jelínek will noch einmal Riesenrad fahren. Erneut hält seine Gondel am höchsten Punkt und er ruft hinunter, dass er doch seinen Zug kriegen muss.

## Produktion
Ohne Paß in fremden Betten wurde unter dem Arbeitstitel Das Riesenrad ab 1964 in Berlin gedreht. Die Kostüme schuf Elisabeth Selle, die Filmbauten stammen von Ernst-Rudolf Pech. Der Film erlebte am 11. November 1965 seine Premiere und kam am folgenden Tag in die Kinos der DDR.

## Kritik
Der film-dienst umschrieb die Komödie als „gefällige und mit leichter Ironie inszenierte Unterhaltung“ – eine Einschätzung, die die Mehrheit der Kritiker teilte. Gisela Steineckert schrieb im Eulenspiegel, dass man vom Film „nicht gerade mitgerissen, aber auch nicht gelangweilt“ sei, während andere Kritiker den Film als „federleicht und fröhlich“ und „herzige[n], schmerzige[n] Kintopp“ bezeichneten.